# Thubten Chökyi Dorje
Thubten Chökyi Dorjé (1872 - 1935) était le 5e Dzogchen Rinpoché du Tibet de l’école Nyingma du bouddhisme tibétain.
Certains éléments suggèrent que Thubten Chökyi Dorjé a été tenu en haut égard par ses pairs et était considéré comme une autorité dans la reconnaissance de lamas réincarnés de toutes les écoles du bouddhisme tibétain. Il est crédité pour avoir affirmé la réincarnation de plus de 200 tulkus pendant sa vie, dont Jikdrel Tsewang Dorje, 6e Dzogchen Ponlop.